# George Montagu-Dunk, II conte di Halifax
Lord George Montagu-Dunk, II conte di Halifax (Dover, 6 ottobre 1716 – Dover, 8 giugno 1771), è stato un politico britannico.

## Biografia

### I primi anni
Figlio di Lord George-Charles Montagu-Scott, apparteneva all'alta nobiltà episcopale inglese. Studiò ad Eton e al Trinity College di Cambridge.
Nel 1741 sposò Anne Richards che aveva ottenuto una grande fortuna da Sir Thomas Dunk, dal quale ottenne poi il permesso di aggiungere il cognome al proprio.

### La carriera
Vicino agli ambienti del principe ereditario Federico di Hannover, divenne consigliere del principe di Galles e Master of the Buckhounds, passando nel 1748 al ruolo di presidente della Board of Trade; in suo onore fu intitolata la città di Halifax, capoluogo della colonia americana della Nuova Scozia.
Nel 1761 fu intendente d'Irlanda ed ebbe un ruolo di primo piano nella liberalizzazione del governo inglese e nella legislatura delle leggi inglesi. Fu Primo Lord dell'Ammiragliato nel 1762. Divenne Segretario di Stato per il Dipartimento del Nord sotto il governo di Lord Bute nell'ottobre del 1762, passò al Dipartimento del Sud nel 1763 e fu uno dei tre ministri ai quali re Giorgio III affidò la direzione degli affari di governo con George Grenville come primo ministro.
Nel 1763, siglò personalmente il decreto sulla censura per autori, pittori e pubblicisti che portò all'arresto di John Wilkes ed altre 48 persone che sei anni più tardi dovettero essere risarciti per l'eccessiva durezza apportata alla loro arte dal conte di Halifax. Egli fu anche il principale responsabile dell'esclusione del nome della madre del re, Augusta di Sassonia-Gotha-Altenburg, dal Regency Bill del 1765.
Assieme ai suoi colleghi, Lord Halifax lasciò il proprio incarico nel luglio del 1765, ritornando al Gabinetto di governo come Lord Privy Seal sotto il governo di suo nipote, lord North, nel gennaio del 1770. Egli non fece in tempo ad essere restaurato nella sua funzione di Segretario di Stato che morì improvvisamente nel 1771.